# Шкабиль
Шкабиль (исп. X-Cabil) — деревня в Мексике, штат Кинтана-Роо, входит в состав муниципалитета Хосе-Мария-Морелос. Численность населения, по данным переписи 2020 года, составила 1208 человек.

## Общие сведения
Деревня расположена на автодороге Тихосуко — Цьюче, с расстоянием 10 км на северо-восток до первого и 50 км на юго-запад до второго населённого пункта. Расстояние до административного центра муниципалитета, города Хосе-Мария-Морелос, 70 км по автодорогам.
В деревне находится церковь Непорочного Зачатия, входящая в туристический «церковный маршрут». Эти церкви связаны с кастовой войной — восстанием майя против мексиканских правителей испанского происхождения.
В Шкабиле очень живы традиции майя, о чём свидетельствует тот факт, что в городе проводится фестиваль Девы Гваделупской, а в июне — фестиваль Бога дождя.

## Население
| Год  | Численность | Численность |
| ---- | ----------- | ----------- |
| 2000 | 865         | [ 6 ]       |
| 2005 | 1043        | [ 7 ]       |
| 2010 | 1087        | [ 8 ]       |
| 2020 | 1208        | [ 9 ]       |